# Hassan Saeed
Hassan Saeed (div. ޑރ. ޙަސަން ސަޢީދު) (ur. 1970), malediwski polityk, prokurator generalny w latach 2003–2007. Kandydat w wyborach prezydenckich w 2008.

## Życiorys
Hassan Saeed kształcił się w Malezji, a następnie ukończył prawo na University of Queensland w Australii. Po zakończeniu nauki pracował jako przewodniczący sądu karnego. 
11 listopada 2003, w wieku 33 lat, został mianowany przez prezydenta Maumoona Abdula Gayooma prokuratorem generalnym. W kwietniu 2006 został wiceprzewodniczącym rządzącej Malediwskiej Partii Ludowej (DRP, Dhivehi Rayyithunge Party). 
Saeed w trakcie swoich rządów przeprowadził reformę prawa karnego i systemu sądowniczego, zwaną Criminal Justice System Action Plan. Był także współautorem tzw. rządowej mapy drogowej ds. reform. Na przełomie 2003 i 2004 opublikował wraz z bratem książkę pt. "Wolność Religii, Apostazja i Islam" (Freedom of Religion, Apostasy and Islam), w której przedstawił stosunek islamu do zjawiska apostazji. 
5 sierpnia 2007 Hassan Saeed zrezygnował ze stanowiska prokuratora generalnego z powodu sprzeczności z prezydentem Gayoomem i oporów rządu w przeprowadzaniu reform. 
Po rezygnacji ze stanowiska, razem z byłym ministrem spraw zagranicznych Ahmedem Shaheedem i byłym ministrem sprawiedliwości Mohmamedem Jameelem, powołał do życia stowarzyszenie "Otwarte Społeczeństwo"(Open Society). Stowarzyszenie wkrótce przekształciło się w Nowy Ruch Malediwów (New Maldives Movement). 
Hassan Saed wziął udział jako kandydat niezależny w pierwszych demokratycznych wyborach prezydenckich na Malediwach, które odbyły się 8 października 2008. W pierwszej turze wyborów zajął trzecie miejsce, zdobywając 16,7% głosów poparcia. Do drugiej tury wyborów przeszedł prezydent Maumoon Abdul Gayoom (40,3% głosów) oraz Mohamed Nasheed (24,9% głosów).